# Ben Ferencz
Ben Ferencz (11. března 1920 Sedmihradsko – 7. dubna 2023 Boynton Beach) byl americký právník. Byl vyšetřovatelem nacistických válečných zločinů po druhé světové válce a poté se stal hlavním žalobcem v procesu s Einsatzgruppen v Následných norimberských procesech.

## Životopis
Benjamin Ferencz se narodil v chudé židovské rodině v Rumunsku v oblasti Sedmihradsko. Ještě dva roky předtím, když se narodila jeho sestra, patřilo toto území Maďarsku, to je ale po porážce po 1. světové válce postoupilo Rumunsku. Kvůli vzrůstající perzekuci židů se rodina rozhodla emigrovat do Spojených států. Zde se usadili v New Yorku v imigrantské čtvrti Lower East Side v jihovýchodní části Manhattanu.
Ferenczovu otci, který byl vyučený jako švec, se nedařilo sehnat práci, proto byla rodina nucena žít v suterénu nájemního domu ve čtvrti, které se přezdívalo Hell's Kitchen (Ďáblova kuchyně), kvůli její nechvalně známé proslulosti jako čtvrti s nejvyšší kriminalitou v zemi. Právě odsud zřejmě pochází Ferenczův zájem o kriminalistiku a trestní právo. Jako dítě byl dvakrát odmítnut, když ho rodiče chtěli přihlásit do základní školy. Bylo tomu tak zřejmě kvůli jeho malému vzrůstu (i v dospělosti měřil pouze 157 cm) a také kvůli jeho špatné znalosti angličtiny. Jeho rodiče se následně rozvedli a Ferencz začal žít u tety. Poté se konečně dostal do školy, kde se z něj stal brilantní student. Na doporučení učitelky byl přesunut do školy pro nadané studenty a poté začal studovat na City College of New York sociologii a trestní právo. Následně získal stipendium na Harvardově univerzitě, kde začal studovat v roce 1940. Zde se jako dobrovolník přihlásil o práci výzkumného asistenta profesora Sheldona Gluecka, který pracoval na knize pojednávající o válečných zločinech. Po zapojení USA do druhé světové války se Ferencz pokusil narukovat, ale byl odmítnut kvůli své výšce.
Na Harvardově univerzitě promoval v roce 1943. Poté se mu konečně podařilo vstoupit do armády, a to do dělostřeleckého oddílu. Byl zapojen do vylodění v Normandii, v Bitvě v Ardenách a bojů u Siegfriedovy linie. Na konci roku 1944 mu bylo jasné, že se Němci dopustili vysoce závažných válečných zločinů. Když 3. armáda generála George S. Pattona založila útvar pro vyšetřování válečných zločinů, Ferencz se stal jedním z vyšetřovatelů. Jako člen tohoto útvaru se Ferencz mimo jiných podílel na osvobozování a vyšetřování koncentračních táborů Buchenwald, Mauthausen a Flossenbürg. Zde byl svědkem otřesných výjevů, které ho traumatizovaly po zbytek života. Ferencz byl čestně propuštěn z armády v prosinci roku 1945. Poté se vrátil do New Yorku, kde si 31. března 1946 vzal svoji ženu Gertrudu.

### Norimberské procesy

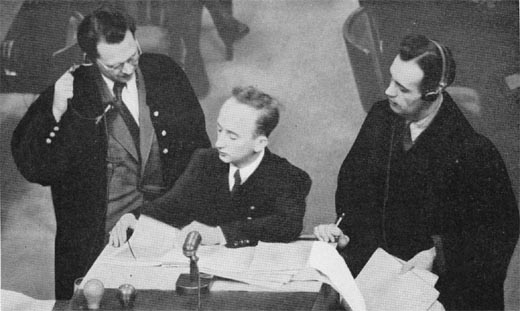
Ben Ferencz jako vrchní žalobce v procesu s Einsatzgruppen

Brzy po návratu do USA byl Ferencz osloven, aby se podílel na vyšetřování válečných zločinů, které byly v té době projednávány v Norimbeských procesech. Jeho nadřízeným byl plukovník Telford Taylor, který Ferencze pověřil získáváním důkazů o válečných zločinech spáchaných příslušníky SS. V Berlíně se svým týmem Ferencz vypátral hlášení se záznamy o vraždách židů, které vykonaly jednotky zvláštního určení Einsatzgruppen, jejichž úkolem bylo eliminovat nežádoucí osoby. Podle odhadů tato jednotka zabila mezi lety 1941–1945 až dva miliony lidí. Ferencz se vrátil do Norimberku, kde Telforda Taylora požádal o další proces. Taylor nejprve nový proces odmítl s tím, že všechny procesy jsou již schválené. Ferencz byl ale neoblomný. Taylor nakonec svolil a jmenoval Ferencze hlavním žalobcem v procesu s Einsatzgruppen, který byl devátým procesem z dvanácti Následných norimberských procesů. V této době bylo Ferencovi pouhých 27 let.
V procesu bylo obžalováno 24 velitelů Einsatzgruppen, kteří čelili obvinění z válečných zločinů a zločinů proti lidskosti. Dva obžalovaní se konce procesu nedočkali – jeden ze zdravotních důvodů, druhý spáchal sebevraždu. Mezi obžalovanými byl například důstojník SS a velitel Einsatzgruppen D Otto Ohlendorf, ekonom a doktor práv, který zavraždil okolo 100 000 lidí na jižní Ukrajině a na Kavkaze. Všech 22 obžalovaných bylo v dubnu roku 1948 odsouzeno – 13 k trestu smrti, z nichž 4 byly vykonány. Žádný z obžalovaných nepřiznal svou vinu.
Po Norimberských procesech Ferencz zůstal v Německu a podílel se na rehabilitačním programu a reparacích pro oběti nacistické perzekuce. Také se podílel na Dohodě o reparacích mezi Izraelem a Západním Německem a německém restitučním zákoně (Bundesentschädigungsgesetz). Do New Yorku se s manželkou a čtyřmi dětmi vrátil v roce 1956. Společně s Telfordem Taylorem si založili soukromou právní praxi, ale i nadále se podílel na případech reparací pro oběti Holokaustu.

### Vznik mezinárodního soudu
Druhá světová válka zanechala ve Ferenzovi hluboké trauma. Pod vlivem války ve Vietnamu se stal jedním z hlasů volajícím za zřízení Mezinárodního trestního soudu. V roce 1975 vydal i knihu Defining International Aggression – The Search for World Peace, ve které argumentoval za zřízení mezinárodního soudu. Od roku 1985 do roku 1996 také pracoval jako pomocný profesor mezinárodního práva na Pace University v New Yorku. Mezinárodní trestní soud byl založen 1. července 2002 v Haagu poté, co 60 zemí ratifikovalo Římský statut. Spojené státy americké smlouvu podepsaly, ale neratifikovaly. Ferencz proti tomu opakovaně argumentoval a navrhoval, aby Spojené státy smlouvu ratifikovaly, protože právo by mělo platit i v mezinárodním kontextu. V rozhovoru, který poskytl v roce 2006, řekl, že by kromě Saddáma Husajna měl vyslýchán i George Bush, protože válku v Iráku vedly USA bez povolení bezpečnostní rady OSN. V roce 2013 Ferencz prohlásil, že „použití ozbrojených sil by mělo být souzeno jako mezinárodní a národní zločin“.

### Pozdější léta
V roce 2009 Ferenz obdržel cenu Erasmus Prize, společně s Antoniem Cassese, italským právníkem zabývajícím se mezinárodním právem. Cena je věnována osobám nebo institucím za významný příspěvek evropské kultuře, společnosti nebo společenským vědám.
Dne 3. března roku 2011, dva dny po oznámení smrti Usáma bin Ládina, deník The New York Times publikoval Ferenczův dopis, kde argumentoval, že „ilegální a nezaručená poprava – i obviněného masového vraha – podrývá demokracii“. Ve stejném roce přednesl závěrečnou řeč v soudním procesu Thomase Lubanga Dyilo v Ugandě.
V dubnu roku 2017 městský úřad v Haagu oznámil, že město uctí Benjamina Ferencze tím, že po něm pojmenuje pěšinu vedle Paláce Míru, kde sídlí Mezinárodní soudní dvůr, hlavní orgán OSN.
Dne 16. ledna 2020 The New York Times otiskl Ferenczův dopis, ve kterém odsoudil atentát na íránského generála Kásima Sulejmáního jako nemorální akci a jasné porušení národního a mezinárodního práva.
Zemřel 7. dubna 2023 ve věku 103 let. Byl posledním žijícím žalobcem Norimberského procesu.

## Dokumenty
- 2018 – Ben Ferencz, žalobce zla[12] – dokument byl uveden i v České televizi[13]
- 2015 – A Man Can Make a Difference[14]